# Środek półowalny

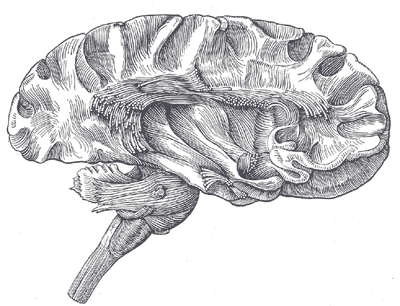
Środek półowalny według Graya

Środek półowalny, środek półowalny Vieussensa (łac. centrum semiovale, centrum semiovale Vieussens, ang. semioval centre) – skupisko istoty białej znajdujące się pod istotą szarą (korą) mózgowia, a ponad komorami bocznymi oraz ciałem modzelowatym. Składa się z:
- włókien kojarzeniowych
- włókien projekcyjnych
- włókien spoidłowych

Nazwa eponimiczna upamiętnia francuskiego anatoma Raymonda Vieussensa.